# Libération Nord
Libération-Nord war eine der wichtigsten Résistance-Organisationen der nördlichen besetzten Zone Frankreichs während des Zweiten Weltkriegs. Sie war eines der acht großen Netzwerke, die den Nationalen Rat der Résistance (Conseil national de la Résistance) bildeten.

## Geschichte
Ursprünglich eine Untergrund-Zeitung, entwickelte sich die Libération-Nord zwischen Dezember 1940 und November 1941 allmählich zu einer Widerstandsbewegung. Sie ging aus den nicht-kommunistischen Gewerkschaftsbewegungen der CGT (Confédération générale du travail), der CFTC (Confédération française des travailleurs chrétiens) und der SFIO (Section française de l’Internationale ouvrière) hervor und formierte sich um Christian Pineau und die Gruppe des Manifeste des douze (Manifest der Zwölf).
1942 wurden zwei Netzwerke der Widerstandsbewegung gegründet, die unter dem Kommando des Bureau Central de Renseignements et d’Action aus der Libération-Nord hervorgingen:
- Phalanx in der zone Sud, gegründet von Christian Pineau
- Cohors-Asturies in der zone Nord

Im frühen Jahr 1943 begann Libération-Nord unter dem Impetus des Philosophen Jean Cavaillès’ und Colonel Zarapoffs damit, isolierte bewaffnete Widerstandsgruppen unter ihrem Dach zu organisieren. Repräsentiert durch den Conseil national de la Résistance, wo dieser den Einfluss der SFIO geltend machen konnte, verweigerte die Libération-Nord im Dezember 1943 ihre Teilnahme an den Mouvements unis de la Résistance (MUR).
Mit der Organisation civile et militaire (OCM) im Nymphenstadium verbleibend, gelang es der Libération-Nord nach dem Krieg nicht, gemeinsam mit der SFIO eine große Arbeiterpartei aus der Rèsistance hervorgehen zu lassen.

## Einige Mitglieder
- Jean-Fernand Audeguil (1887–1956)
- Maurice Baillon[1] (1914 in Ressons-sur-Matz)
- Pierre Bellemere[2] (* 1912 in La Villeneuve-sous-Thury)
- Louis Béors[3] (1899–1971)
- Jean Biondi (1900 in Sari d’Orcino–1950)
- Georges Blin[4] (1908 in Verderel dans L’Oise–1945 im KZ Flossenbürg)
- Madeleine Blin[5] (1912 Verneuil-en-Halatte–1962)
- Gilbert Bostsarron[6] (1903–1944 in Bondues)
- Pierre Boursicot[7] (1899–1986)
- Georges Capon[8] (1890–1980)
- Jean Cavaillès[9] (1903 in Saint-Maixent-l’École (Deux-Sèvres) – 1944 in der Zitadelle von Arras (Pas-de – Calais))
- Roger Chatelain[10] (1913–1997)
- Michel Collinet[11] (1904 in Lorient (Morbihan) – 1977)
- Honoré Commeurec[12] (1878 in Rennes (Ille-et-Vilaine) – 1945 im KZ Neuengamme)
- Jean-Baptiste Daviais[13] (1878 in Rezé (Loire-Inférieure, Loire-Atlantique) – 1945 im KZ Dachau)
- Pierre Debizet[14] (1922–1996)
- Georges Dufétel[15] (1886–1944 in Sonnenburg)
- Robert Duterque (1907–1945 im KZ Ravensbrück)
- Raymonde Fiolet[16] (* 1914 in Saint-Pol-sur-Mer (Pas-de-Calais) – 1946)
- Edmond Forboteaux[17] (1904 in Ludes-le-Coquet (Marne) – 1944 im KZ Neuengamme)
- Robert Fouré[18] (1885–1945 KZ Dora-Mittelbau)
- Hélène Fournier (1904–1994)
- Léon Gontier[19] (1886–1944 KZ Neuengamme)
- Claude Guyot[20] (1890–1965)
- Georges Lapierre[21] (1886 in Barbuise (Aube) – 1945 im KZ Dachau)
- Charles Laurent[22] (1879–1965)
- Alphonse Le Gallo[23] (1902–1965)
- Claude Lemaitre-Basset[24] (1900–1983)
- Maurice Mennecier[25]
- Marcel Mérigonde  (1910–1984)
- Gaston Moutardier[26] (1889–1944)
- René Parodi[27] (1904–1942) Check Combat Zone Nord
- Léon Pavot[28] (1892–1944)
- Christian Pineau (1904–1995)
- Henri Ribière[29] (1897–1956)
- François Tanguy-Prigent[30] (1909–1970)
- Paul Verneyras[31] (* 1898 in Troyes (Aube)–1996 in Mathaux (Aube))
- Augustin Viseux[32] (1909 in Liévin–1996 in Vimy)
- Georges Zarapoff[33] (1878–1945)

## Bibliographie
- Alya Aglan, La Résistance sacrifiée. Le mouvement Libération-Nord, Flammarion, 1999, nouvelle édition, „Champs“, 2006, ISBN 2-08-067697-0
- Christian Pineau, La Simple Vérité. Regard sur la période 1940–1945, Juillard, 1960
- Marc Sadoun, Les Socialistes sous l’Occupation, Presses de la Fondation nationale des sciences politiques, 1982, ISBN 2-7246-0460-1